# Fort Lewis College

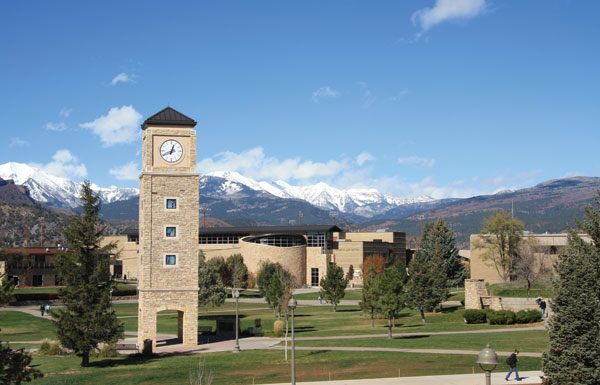
Fort Lewis College in Durango

Das Fort Lewis College ist eine staatliche Universität in Durango im Südwesten des US-Bundesstaates Colorado. An der Hochschule sind etwa 4000 Studenten eingeschrieben, davon 20 % amerikanische Ureinwohner.

## Geschichte
Der Name des Colleges leitet sich von dem ehemaligen Armeeposten „Fort Lewis“ ab, der im Jahr 1878 in Pagosa Springs, errichtet wurde. 1880 wurde  Fort Lewis nach Hesperus in den La Plata Mountains verlegt und im Jahr 1891 außer Dienst gestellt. Anschließend wurde es von 1892 bis 1911 als Fort Lewis Indian School genutzt. Wie in vielen indianischen Internaten wurden in Fort Lewis die Schüler der dort im Reservat lebenden Ute gezwungen sich an der Schule einzuschreiben. Die Klassenräume waren zu klein, mangelhaft isoliert und überfüllt, was zur Verbreitung von Krankheit unter den Schülern beitrug. Im September 1903 war die Einschreibung auf einen Tiefstand gesunken, weil sich das Internat abseits der Southern Ute Reservation befand. Daher bot der Kongress im Jahr 1910 an die Einrichtungen an den Bundesstaat Colorado zu verkaufen. Dafür wurden zwei Bedingungen aufgestellt:
- Fort Lewis sollte als Bildungseinrichtung erhalten bleiben
- Indigenen Studenten sollte während ihres gesamten Bestehens freier Unterricht und eine Gleichberechtigung mit weißen Studenten gewährt werden.

Die zweite Bedingung wurde in der ersten Hälfte des 20. Jahrhunderts jedoch weitgehend ignoriert.
Im Jahr 1911 ging das Eigentum und die Gebäude des ehemaligen Forts in den Besitz des Bundesstaates Colorado über, um hier eine „agricultural and mechanic arts high school“ (deutsch: „High School für landwirtschaftliche und mechanische Fertigkeiten“) zu errichten. In den 1930er Jahren wurde die Fort Lewis High School zu einem College ausgebaut. 1948 wurde das Fort Lewis A & M College dem State Board of Agriculture unterstellt. Das College war nun eine Niederlassung des Colorado State College für Landwirtschaft und Mechanik (Colorado State University).
Im Jahr 1956 wurde der Standort des Colleges von Hesperus nach Durango verlegt und zu einer vierjährigen Einrichtung ausgebaut. 1964 trennte sich das College vom State Board of Agriculture. Das bisherige Maskottchen „Aggies“ wurde durch „Raiders“ und änderte die Farben der Schule von Grün und Gelb durch Blau und Gold ersetzt. 1994 wurde das Maskottchen des Colleges zu den Skyhawks, wobei Blau und Gold erhalten blieben.
1995 trat das College dem „Council of Public Liberal Arts Colleges“ bei und wurde 2002 unabhängig vom System der Colorado State University.
Nachdem anfangs wenig Rücksicht auf den 1911 geschlossenen Vertrag zur Gleichstellung indigener Studenten genommen worden war, sind diese inzwischen ein fester Bestandteil des Colleges. Viele jungen Mitglieder der ortsansässigen Stämme besuchen das Fort Lewis College, sobald sie die High School abgeschlossen haben, sodass der Vertrag ihnen das zugesprochene Recht sehr verspätet doch noch gewährt.
Der Southern Ute Indian Tribe und das Fort Lewis College erarbeiten gemeinsam ein Programm, um mehr Lehrer auszubilden, die die Ute-Sprache im Reservat und in K-12-Schulen unterrichten können. Erste Kurse für die dreijährige Ausbildung werden im Sommer 2021 angeboten.

## Sport
Die Sportmannschaften des Fort Lewis College sind die Skyhawks. Die Hochschule ist Mitglied der Rocky Mountain Athletic Conference. Beim Soccerteam der Skyhawks spielte vom Sommer 2012 bis 2016 Yannis Becker, ehemaliger Spieler von Werder Bremen U23 und den Stuttgarter Kickers. Becker spielte dort im Rahmen eines Stipendiums.